# Лангейн, Кассим
Кассим Дорсетт Лангейн (англ. Cassim Dorsette Langaigne, род. 27 февраля 1980, Виктория) — гренадский футболист, защитник. Выступает за гренадскую «Харрикейнз». Рекордсмен сборной Гренады по числу проведённых матчей.

## Биография
Кассим Лангейн родился 27 февраля 1980 года в гренадском городе Виктория.
Играет в футбол на позиции защитника.
С 2004 года в течение всей карьеры выступает за «Харрикейнз» из Виктории. В её составе четыре раза становился чемпионом Гренады (2006, 2008, 2015, 2018), три раза выигрывал серебряные (2007, 2010, 2014) и два раза бронзовые (2005, 2019) медали. Трижды был обладателем Кубка Гренады (2011, 2014, 2018).
В 2004—2016 годах выступал за сборную Гренады. Дебютировал в национальной команде 13 ноября 2004 года в Кингстауне в товарищеском матче со сборной Сент-Винсента и Гренадин (6:2).
В составе сборной Гренады участвовал в Карибском кубке 2007, 2008, 2010 и 2012 годов. В 2008 году завоевал серебряную медаль турнира. В 2009 и 2011 годах играл в Золотом кубке КОНКАКАФ.
Всего в течение карьеры провёл за сборную Гренады 72 матча, забил 6 мячей. Рекордсмен сборной Гренады по числу проведённых матчей.

## Достижения
Харрикейнз
- Чемпион Гренады (4): 2006, 2008, 2015, 2018.
- Серебряный призёр чемпионата Гренады (3): 2007, 2010, 2014.
- Бронзовый призёр чемпионата Гренады (2): 2005, 2019.
- Обладатель Кубка Гренады (3): 2011, 2014, 2018.

 Сборная Гренады
- Серебряный призёр Карибского кубка (1): 2008.